# Voorspelde miersluiper
De voorspelde miersluiper (Herpsilochmus praedictus) is een zangvogel uit de familie Thamnophilidae. De soort werd voor het eerst wetenschappelijk beschreven in 2013 door Cohn-Haft en Bravo. 

## Naamgeving
De naam van de vogel is gerelateerd aan het feit dat hij al werd voorspeld voordat hij werd gevonden.

## Verspreiding en leefgebied
De soort is endemisch in het westen van Brazilië.

## Status
De grootte van de populatie is niet gekwantificeerd. Op de Rode lijst van de IUCN heeft deze soort de status niet bedreigd.